# バトニアン
| 累代        | 代     | 紀       | 世           | 期                     | 基底年代 Mya |
| ----------- | ------ | -------- | ------------ | ---------------------- | ------------ |
| 顕生代      | 新生代 | 新生代   | 新生代       |                        | 66           |
| 顕生代      | 中生代 | 白亜紀   | 後期白亜紀   | マーストリヒチアン     | 72.1         |
| 顕生代      | 中生代 | 白亜紀   | 後期白亜紀   | カンパニアン           | 83.6         |
| 顕生代      | 中生代 | 白亜紀   | 後期白亜紀   | サントニアン           | 86.3         |
| 顕生代      | 中生代 | 白亜紀   | 後期白亜紀   | コニアシアン           | 89.8         |
| 顕生代      | 中生代 | 白亜紀   | 後期白亜紀   | チューロニアン         | 93.9         |
| 顕生代      | 中生代 | 白亜紀   | 後期白亜紀   | セノマニアン           | 100.5        |
| 顕生代      | 中生代 | 白亜紀   | 前期白亜紀   | アルビアン             | 113          |
| 顕生代      | 中生代 | 白亜紀   | 前期白亜紀   | アプチアン             | 125          |
| 顕生代      | 中生代 | 白亜紀   | 前期白亜紀   | バレミアン             | 129.4        |
| 顕生代      | 中生代 | 白亜紀   | 前期白亜紀   | オーテリビアン         | 132.9        |
| 顕生代      | 中生代 | 白亜紀   | 前期白亜紀   | バランギニアン         | 139.8        |
| 顕生代      | 中生代 | 白亜紀   | 前期白亜紀   | ベリアシアン           | 145          |
| 顕生代      | 中生代 | ジュラ紀 | 後期ジュラ紀 | チトニアン             | 152.1        |
| 顕生代      | 中生代 | ジュラ紀 | 後期ジュラ紀 | キンメリッジアン       | 157.3        |
| 顕生代      | 中生代 | ジュラ紀 | 後期ジュラ紀 | オックスフォーディアン | 163.5        |
| 顕生代      | 中生代 | ジュラ紀 | 中期ジュラ紀 | カロビアン             | 166.1        |
| 顕生代      | 中生代 | ジュラ紀 | 中期ジュラ紀 | バトニアン             | 168.3        |
| 顕生代      | 中生代 | ジュラ紀 | 中期ジュラ紀 | バッジョシアン         | 170.3        |
| 顕生代      | 中生代 | ジュラ紀 | 中期ジュラ紀 | アーレニアン           | 174.1        |
| 顕生代      | 中生代 | ジュラ紀 | 前期ジュラ紀 | トアルシアン           | 182.7        |
| 顕生代      | 中生代 | ジュラ紀 | 前期ジュラ紀 | プリンスバッキアン     | 190.8        |
| 顕生代      | 中生代 | ジュラ紀 | 前期ジュラ紀 | シネムーリアン         | 199.3        |
| 顕生代      | 中生代 | ジュラ紀 | 前期ジュラ紀 | ヘッタンギアン         | 201.3        |
| 顕生代      | 中生代 | 三畳紀   | 後期三畳紀   | レーティアン           | 208.5        |
| 顕生代      | 中生代 | 三畳紀   | 後期三畳紀   | ノーリアン             | 227          |
| 顕生代      | 中生代 | 三畳紀   | 後期三畳紀   | カーニアン             | 237          |
| 顕生代      | 中生代 | 三畳紀   | 中期三畳紀   | ラディニアン           | 242          |
| 顕生代      | 中生代 | 三畳紀   | 中期三畳紀   | アニシアン             | 247.2        |
| 顕生代      | 中生代 | 三畳紀   | 前期三畳紀   | オレネキアン           | 251.2        |
| 顕生代      | 中生代 | 三畳紀   | 前期三畳紀   | インドゥアン           | 251.902      |
| 顕生代      | 古生代 | 古生代   | 古生代       |                        | 541          |
| 原生代      | 原生代 | 原生代   | 原生代       |                        | 2500         |
| 太古代      | 太古代 | 太古代   | 太古代       |                        | 4000         |
| 冥王代      | 冥王代 | 冥王代   | 冥王代       |                        | 4600         |
| 1. 2. 3. 4. |        |          |              |                        |              |

バトニアン（英語: Bathonian）は、1億6830万年前（誤差130万年）から1億6610万年前（誤差120万年）にあたる、ジュラ紀の地質時代の一つ。イギリス南部のバースが模式地に指定されている。
なお、「バース階」「バトニアン階」という名称があるが、これらは時代を示すものではない。「階」は地層に対して当てられる単位（層序名）であり、層序名「バース階」「バトニアン階」と時代名「バース期」「バトニアン期」は対を成す関係である。詳しくは「累代」を参照のこと。

## 環境
バトニアンからオックスフォーディアンにかけては海進が起きており、日本の手取層群にその証拠が記録されている。海進期にあたる福井県九頭竜地域の貝皿層（バトニアン - カロビアン）と山原坂層（オックスフォーディアン）、富山県有峰地域の有峰層からはベレムナイトの産出が報告されている。貝皿層はバトニアンからカロビアンに相当する地層で、産出するベレムナイトの Cylindroteuthis 属が北方の冷涼な海域（ボレアロ区）に生息していたタイプの動物であることから、ボレアロ型の動物群が当時の手取盆地まで進出していたことが確実視される。
高知県佐川地域に分布する七良谷層は石灰岩ブロックから産出した腕足動物化石に基づいて1957年当初はバジョシアン - バトニアンに相当するとされたが、後に石灰岩は別の場所に由来した岩石であると判断され、1992年に基質砕屑岩中の放散虫化石からオックスフォーディアン - キンメリッジアンに位置付けられた。